# Sungayang (plaats)
Sungayang is een bestuurslaag in het regentschap Tanah Datar van de provincie West-Sumatra, Indonesië. Sungayang telt 5516 inwoners (volkstelling 2010).